# Tigermending
Tigermending è il quarto album in studio della cantautrice britannica Carina Round, pubblicato il 1º maggio 2012 dalla Dehisce Records.

## Descrizione
Rispetto all'album precedente, in Tigermending Round dimostra di aver raggiunto una maggiore maturità compositiva e consapevolezza di sé come artista solista, a seguito delle esperienze con Puscifer ed Early Winters. Abbandonando di fatto il pop delle antecedenti pubblicazioni, Round realizza per certi versi un concept dove si presentano inizialmente brani che riprendono la forma canzone per poi lasciare spazio ad arrangiamenti più complessi e sperimentali.
Il titolo dell'album è un riferimento all'omonimo dipinto dell'artista newyorkese Amy Cutler.

## Tracce
Testi e musiche di Carina Round, eccetto dove indicato.
1. Pick Up the Phone – 3:15 (Carina Round, Michael Belfer, Brian MacLeod)
2. The Last Time – 4:50 (Carina Round, Oliver James)
3. Girl and the Ghost – 4:33 (Carina Round, Zac Rae)
4. You and Me – 4:19
5. Set Fire – 4:47
6. You Will Be Loved – 5:22
7. Marcel Marcel/The Arrangement – 3:47 (Carina Round, Gary Go)
8. Weird Dream – 5:00 (Carina Round, Ian Pai)
9. Mother's Pride – 4:09
10. The Secret of Drowning – 4:42 (Carina Round, Dave Stewart, Brian Eno)
11. Simplicity Hurts – 3:15

Traccia bonus nell'edizione digitale
1. Got to Go (2000 Years Bc Remix) (con Billy Corgan) – 3:53

Traccia bonus nell'edizione Bandcamp
1. The Last Time (Puscifer Remix) – 4:50

## Formazione
Hanno partecipato alle registrazioni, secondo le note di copertina:
Musicisti
- Carina Round – voce, chitarra elettrica, chitarra acustica, pianoforte (tracce 1 e 11), campanello (traccia 1), sleigh bells (traccia 5), sintetizzatore aggiuntivo (traccia 6)
- TJ Livermore – chitarra aggiuntiva, chitarra (traccia 9)
- Simon Jason Smith – contrabbasso, basso elettrico (eccetto tracce 1, 4-5 e 7), voce (tracce 6 e 10)
- Scott Seiver – batteria (eccetto traccia 3), pianoforte (traccia 8)
- Zac Rae – basso elettrico (tracce 1, 4 e 5), sintetizzatore, vocoder, pianoforte, marimba, mellotron, Orchestron, chitarra baritona, Yamaha CS60; sintetizzatore aggiuntivo e delay voce (traccia 10)
- Danny T. Levin – ottoni
- David Moyer – sassofono, clarinetto, improvvisazione al clarinetto (traccia 10)
- Dan Cho – violoncello
- Dan Burns – Echoplex (traccia 1), grancassa (traccia 10)
- Sierra Swan – voce (traccia 2)
- Claire Acey – voce (tracce 3, 4, 6-7 e 9)
- Samuel Stewart – voce (tracce 3, 4, 6 e 9)
- Django James – voce (tracce 3 e 4)
- Blair Sinta – batteria (tracce 3 e 6), percussioni (traccia 3)
- Adem Hawken – voce (tracce 5 e 6)
- Tim Young – chitarra aggiuntiva (traccia 5)
- Robert Musgrove (traccia 6)
- Jeff Friedl – batteria (traccia 6)
- Billy Mohler – basso elettrico (traccia 7)
- Timothy Young – chitarra (traccia 7)
- Johnny McDad – voce (traccia 8)
- David A. Stewart – sintetizzatore originale (traccia 10)
- Brian Eno – sintetizzatore originale (traccia 10)

Produzione
- Dan Burns – produzione, registrazione, missaggio
- Carina Round – produzione, registrazione aggiuntiva
- Bruce Lampcov – produzione esecutiva
- Paul Kim – registrazione violoncello (traccia 1)
- Greg Calbi – mastering (Sterling Sound)
- Tarik Mikou – illustrazione copertina
- Kristin Burns – fotografia
- Matthew H. Garton – grafica, impaginazione
- Leevi Rees Williams – grafica e impaginazione (riedizione del 2022)